# Szereg potęgowy
Szereg potęgowy – w analizie matematycznej, szereg funkcyjny postaci
|  |  | {\displaystyle f(z)=\sum _{n=0}^{\infty }a_{n}z^{n}=a_{0}+a_{1}z+a_{2}z^{2}+\dots } |

lub
|  |  | {\displaystyle f(z)=\sum _{n=0}^{\infty }a_{n}(z-z_{0})^{n}=a_{0}+a_{1}(z-z_{0})+a_{2}(z-z_{0})^{2}+\dots ,} |

przy czym współczynniki {\displaystyle a_{n}} oraz stała {\displaystyle z_{0}} są ustalonymi liczbami rzeczywistymi lub zespolonymi. Zmienna {\displaystyle z} także może być rzeczywista lub zespolona. Liczba {\displaystyle z_{0}} nazywana jest środkiem szeregu.
Uważa się, że pierwszego zastosowania rozwinięcia funkcji w szereg potęgowy dokonał James Stirling w 1717 roku.

## Zbieżność szeregu

### Szeregi potęgowe zespolone
Każdy szereg potęgowy jest bezwzględnie zbieżny dla wszystkich wartości {\displaystyle z} należących do pewnego koła otwartego
|  |  | {\displaystyle B_{r}(z_{0})=\{z\in \mathbb {C} :\|z-z_{0}\|<r\}} |

o środku w punkcie {\displaystyle z_{0}} i rozbieżny poza jego domknięciem. Dla {\displaystyle |z-z_{0}|=r,} szereg może być w pewnych punktach zbieżny a w innych rozbieżny. Liczbę {\displaystyle r} nazywa się promieniem zbieżności szeregu, a koło {\displaystyle B_{r}} – kołem zbieżności szeregu.  
Jeśli szereg potęgowy jest zbieżny dla każdej wartości {\displaystyle z,} to promień zbieżności  {\displaystyle r} jest nieskończenie wielki: {\displaystyle r=\infty }. 
Twierdzenie 1
Promień zbieżności szeregu potęgowego można wyznaczyć ze wzoru:
{\displaystyle r={\frac {1}{\limsup \limits _{n\to \infty }{\sqrt[{n}]{|a_{n}|}}}}},
przy założeniu, że powyższa granica istnieje ( zob. Granice dolna i górna nt. objaśnienia notacji).
Przy tym:
- jeśli {\displaystyle \limsup \limits _{n\to \infty }{\sqrt[{n}]{|a_{n}|}}=\infty ,} to {\displaystyle r=0} i szereg jest zbieżny jedynie dla {\displaystyle z=z_{0},}
- jeśli {\displaystyle \limsup \limits _{n\to \infty }{\sqrt[{n}]{|a_{n}|}}=0,} to {\displaystyle r=\infty } i szereg jest zbieżny dla wszystkich {\displaystyle z\in \mathbb {C} .}

Twierdzenie 2 (kryterium d'Alemberta)
Promień zbieżności szeregu potęgowego można wyznaczyć ze wzoru:
{\displaystyle r={\frac {1}{\lim \limits _{n\to \infty }\left|{\frac {a_{n+1}}{a_{n}}}\right|}}}
przy założeniu, że powyższa granica istnieje.

### Dowód twierdzenia 1
(1) Niech {\textstyle f_{N}\colon {\overline {B_{c}(0)}}\to \mathbb {C} }, 
{\displaystyle f_{N}(z)=\sum _{n=0}^{N}a_{n}(z-z_{0})^{n}}
dla {\displaystyle N=1,2,\ldots }. Wykazanie zbieżności jednostajnej jest równoważne z pokazaniem, że
{\displaystyle \lim _{N\to \infty }||f-f_{N}||_{\infty }=0},
gdzie {\displaystyle ||\cdot ||_{\infty }} oznacza normę supremum podanej funkcji na {\textstyle {\overline {B_{c}(z_{0})}}}.
{\displaystyle ||f-f_{N}||_{\infty }=\sup _{z\in {\overline {B_{r}(z_{0})}}}\left|\sum _{n=N+1}^{\infty }a_{n}(z-z_{0})^{n}\right|=\sup _{z\in {\overline {B_{r}(z_{0})}}}\lim _{m\to \infty }\left|\sum _{n=N+1}^{m}a_{n}(z-z_{0})^{n}\right|}.
Korzystając z nierówności trójkąta, 
{\displaystyle \sup _{z\in {\overline {B_{r}(z_{0})}}}\lim _{m\to \infty }\left|\sum _{n=N+1}^{m}a_{n}(z-z_{0})^{n}\right|\leqslant \sup _{z\in {\overline {B_{r}(z_{0})}}}\lim _{m\to \infty }\sum _{n=N+1}^{m}|a_{n}|\cdot |z-z_{0}|^{n}\leqslant \sum _{n=N+1}^{\infty }|a_{n}|\cdot c^{n}},
ponieważ {\displaystyle |z-z_{0}|\leqslant c}. Aby pokazać, że całość zbiega do 0, należy skorzystać z nierówności {\displaystyle c/r<1} oraz z faktu, że istnieje stała rzeczywista {\displaystyle A>0} taka, że {\displaystyle a_{n}/r^{n}\leqslant A}. 
{\displaystyle \sum _{n=N+1}^{\infty }|a_{n}|\cdot c^{n}=\sum _{n=N+1}^{\infty }|a_{n}|r^{n}\cdot (c/r)^{n}\leqslant A\sum _{n=N+1}^{\infty }(c/r)^{n}},
a ostatni szereg po prawej dąży do 0, gdy {\displaystyle N\to \infty }.
(2) Wystarczy zauważyć, że {\displaystyle r^{-1}=\limsup _{n\to \infty }{\sqrt[{n}]{|a_{n}|}}=\limsup _{n\to \infty }{\sqrt[{n}]{|a_{n}|(n+1)}}}, więc dowód przebiega tak samo jak w części (1).
(3) Oznaczamy
{\displaystyle p_{N}(z)=\sum _{n=0}^{N}a_{n}(z-z_{0})^{n}},
{\displaystyle q_{N}(z)=\sum _{n=N+1}^{\infty }a_{n}(z-z_{0})^{n}}.
Wówczas
{\displaystyle \lim _{h\to 0}\left|{\frac {f(z+h)-f(z)}{h}}-f'(z)\right|=\lim _{h\to 0}\left|{\frac {(p_{N}+q_{N})(z+h)-(p_{N}+q_{N})(z)}{h}}-f'(z)\right|}
{\displaystyle \leqslant \lim _{h\to 0}\left|{\frac {p_{N}(z+h)+p_{N}(z)}{h}}-p'_{N}(z)\right|+\left|p'_{N}(z)-f'(z)\right|+\lim _{h\to 0}\left|{\frac {q_{N}(z+h)-q_{N}(z)}{h}}\right|}.
Funkcja {\displaystyle p'_{N}} dla każdej liczby naturalnej {\displaystyle N} istnieje, ponieważ {\displaystyle p_{N}} jest wielomianem. Pierwsze wyrażenie jest równe 0, ponieważ
{\displaystyle p_{N}'(z)=\lim _{h\to 0}{\frac {p_{N}(z+h)-p_{N}(z)}{h}}},
drugie dąży do 0 gdy {\displaystyle N\to \infty }, a ostatnie
{\displaystyle \lim _{h\to 0}\left|{\frac {q_{N}(z+h)-q_{N}(z)}{h}}\right|=\lim _{h\to 0}\left|{\frac {\sum _{n=N+1}^{\infty }a_{n}((z+h-z_{0})^{n}-(z-z_{0})^{n})}{h}}\right|\leqslant \lim _{h\to 0}\sum _{n=N+1}^{\infty }|a_{n}|\cdot \left|{\frac {(z+h-z_{0})^{n}-(z-z_{0})^{n}}{h}}\right|}.
Wyrażając różnicę {\displaystyle (z+h-z_{0})^{n}-(z-z_{0})^{n}} przez wzór na różnicę n-tych potęg, można zastosować szacowanie
{\displaystyle \lim _{h\to 0}\sum _{n=N+1}^{\infty }|a_{n}|\cdot \left|{\frac {(z+h-z_{0})^{n}-(z-z_{0})^{n}}{h}}\right|\leqslant \sum _{n=N+1}^{\infty }|a_{n}|n{\tilde {r}}^{n-1}},
gdzie {\displaystyle {\tilde {r}}} jest odpowiednim promieniem zbieżności. Ostatni szereg dąży do 0, gdy {\displaystyle N\to \infty }, więc całe wyrażenie dąży do 0.

## Szereg potęgowy jako funkcja holomorficzna
Szereg potęgowy jest funkcją funkcja holomorficzną (tj. jest nieskończenie wiele razy różniczkowalna), co uzasadniają poniższe twierdzenie: 
1. Szereg potęgowy jest ciągły i zbieżny jednostajnie na dowolnym zwartym podzbiorze koła zbieżności.
2. Szereg potęgowy {\textstyle f(z)=\sum _{n=1}^{\infty }a_{n}(z-z_{0})^{n}} o środku w punkcie {\displaystyle z_{0}} i promieniu zbieżności {\displaystyle r}  jest zbieżny jednostajnie na dowolnym kole domkniętym o promieniu {\displaystyle c<r} i środku w punkcie {\displaystyle z_{0}} ( tj. na kole {\displaystyle {\overline {B_{c}(z_{0})}}}, gdzie {\displaystyle c<r}, a {\displaystyle {\overline {A}}} - domknięcie zbioru).
3. Pochodną funkcji {\displaystyle f} jest szereg potęgowy {\textstyle f'(z)=\sum _{n=1}^{\infty }a_{n}n(z-z_{0})^{n-1}}  - różniczkowanie szeregu można zastąpić szeregiem pochodnych po poszczególnych wyrazach szeregu ze względu na zbieżność jednostajną.
4. Szereg przedstawiający pochodną funkcji {\displaystyle f} także jest zbieżny jednostajnie na dowolnym kole {\displaystyle {\overline {B_{c}(z_{0})}}}, gdzie {\displaystyle c<r}.
5. Z powyższych własności wynika, że szereg potęgowy ma pochodne dowolnego rzędu wewnątrz koła zbieżności, co oznacza, że funkcja {\displaystyle f} przedstawiona za pomocą szeregu potęgowego jest holomorficzna wewnątrz koła zbieżności.

### Szeregi potęgowe rzeczywiste
W przypadku zmiennej rzeczywistej {\displaystyle z,} koło {\displaystyle B_{r}} zbieżności stanowi przedział {\displaystyle (z_{0}-r,z_{0}+r)} nazywany przedziałem zbieżności szeregu.

## Działania na szeregach potęgowych
Dane są szeregi o identycznych środkach, ale  o niekoniecznie równych promieniach zbieżności:
{\displaystyle f(z)=\sum _{n=0}^{\infty }a_{n}(z-z_{0})^{n}}
{\displaystyle g(z)=\sum _{n=0}^{\infty }b_{n}(z-z_{0})^{n}}

### Równość szeregów
Dwa szeregi przedstawiają tę samą funkcję wtedy i tylko wtedy, gdy mają równe wszystkie współczynniki przy tych samych potęgach dwumianu {\displaystyle (z-z_{0}).}

### Dodawanie i odejmowanie
Suma / różnica funkcji zadanych za pomocą szeregów potęgowych jest szeregiem danym wzorem
{\displaystyle f(z)\pm g(z)=\sum _{n=0}^{\infty }(a_{n}\pm b_{n})(z-z_{0})^{n}}
zbieżnym w mniejszym z kół zbieżności szeregów {\displaystyle f} oraz {\displaystyle g}.

### Mnożenie i dzielenie
Iloczyn szeregów: Iloczynem Cauchy’ego określonych wyżej szeregów nazywamy szereg
{\displaystyle \sum _{n=0}^{\infty }\sum _{k=0}^{n}a_{k}b_{n-k}(z-z_{0})^{n}.}
Dla argumentów z mniejszego koła zbieżności szereg jest zbieżny bezwzględnie i kolejność sumowania wyrazów nie ma znaczenia, dlatego powyższą sumę można też zapisać jako
{\displaystyle \sum _{i=0}^{\infty }\sum _{j=0}^{\infty }a_{i}b_{j}(z-z_{0})^{i+j}.}
Dzielenie szeregów (dla tych liczb z, dla których mianownik nie zeruje się): 
{\displaystyle {\frac {f(z)}{g(z)}}={\frac {\sum _{n=0}^{\infty }a_{n}(z-z_{0})^{n}}{\sum _{n=0}^{\infty }b_{n}(z-z_{0})^{n}}}=\sum _{n=0}^{\infty }c_{n}(z-z_{0})^{n}.}
Dla wyznaczenia współczynników {\displaystyle c_{n}} wystarczy napisać
{\displaystyle f(z)=\left(\sum _{n=0}^{\infty }b_{n}(z-z_{0})^{n}\right)\left(\sum _{n=0}^{\infty }c_{n}(z-z_{0})^{n}\right),}
skąd przez wymnożenie, porównanie współczynników szeregów po obu stronach i wykorzystanie ich jednoznaczności otrzymamy {\displaystyle c_{n}.}

### Całkowanie i różniczkowanie
Z własności szeregu potęgowego wynika bezpośrednio (patrz: szereg funkcyjny), że jego suma jest funkcją różniczkowalną i całkowalną w sensie Riemanna we wnętrzu koła zbieżności tego szeregu. Co więcej, ze względu na zbieżność jednostajną szeregu potęgowego zarówno pochodną, jak i całkę tej funkcji można otrzymać różniczkując lub całkując szereg potęgowy funkcji wyraz po wyrazie,
{\displaystyle \left(\sum _{n=0}^{\infty }a_{n}(z-z_{0})^{n}\right)'=\sum _{n=1}^{\infty }a_{n}n(z-z_{0})^{n-1}}
oraz
{\displaystyle \int \sum _{n=1}^{\infty }a_{n}(z-z_{0})^{n}\,dz=\sum _{n=0}^{\infty }{\frac {a_{n}(z-z_{0})^{n+1}}{n+1}}+C.}
Obydwa szeregi po prawej stronie równości są zbieżne w tym samym kole zbieżności co szereg wyjściowy.

## Funkcje analityczne
Z szeregami potęgowymi zmiennej zespolonej ściśle związane są funkcje analityczne.
(1) Każda funkcja analityczna lokalnie (tj. w pewnym otoczeniu dowolnego punktu swej dziedziny) daje się przedstawić szeregiem potęgowym
(2) I na odwrót: każdy szereg potęgowy jest funkcją analityczną we wnętrzu swego koła zbieżności. 
(3) Klasa funkcji analitycznych w pewnym obszarze tworzy pierścień, to znaczy suma i iloczyn funkcji analitycznych jest również funkcją analityczną oraz iloraz funkcji analitycznych jest funkcją analityczną, o ile mianownik nie przyjmuje w danym obszarze wartości zerowych.
(4) Każda zespolona funkcja analityczna jest nieskończenie wiele razy różniczkowalna w swej dziedzinie.
(5) Rozwinięcie funkcji analitycznej w szereg potęgowy w otoczeniu dowolnego punktu {\displaystyle z_{0}} jest de facto szeregiem Taylora, gdyż współczynniki {\displaystyle a_{n}} rozwinięcia dane są wzorem:
{\displaystyle a_{n}={\frac {f^{(n)}(z_{0})}{n!}},}
gdzie {\displaystyle f^{(n)}(z_{0})} oznacza {\displaystyle n}-tą pochodną {\displaystyle f} w punkcie {\displaystyle z_{0}.}
(6) Jeśli dwie funkcje analityczne zmiennej zespolonej są określone w tym samym obszarze, a ich wszystkie pochodne są równe w pewnym punkcie tego obszaru, to obie funkcje są sobie równe w całym obszarze.
Uwaga:
Powyższe własności nie dotyczą funkcji zmiennej rzeczywistej – funkcja nieskończenie wiele razy różniczkowalna może nie dać przedstawić się szeregiem potęgowym.

## Formalne szeregi potęgowe
Pojęcie szeregu potęgowego zostało przeniesione do algebry pod postacią formalnego szeregu potęgowego nad danym ciałem. Ich badanie ma wielkie znaczenie dla kombinatoryki, gdzie występują pod postacią funkcji tworzących.

## Szereg potęgowy wielu zmiennych
Kolejnym uogólnieniem teorii szeregów potęgowych jednej zmiennej jest teoria szeregów wielu zmiennych. 
Szereg potęgowy wielu zmiennych definiujemy następująco:
{\displaystyle f(z_{1},\dots ,z_{n})=\sum _{j_{1},\dots ,j_{n}=0}^{\infty }a_{j_{1},\dots ,j_{n}}\prod _{k=1}^{n}\left(z_{k}-c_{k}\right)^{j_{k}},}
gdzie {\displaystyle j=(j_{1},\dots ,j_{n})} jest n-ką uporządkowaną liczb naturalnych, współczynniki {\displaystyle a_{j_{1},\dots ,j_{n}}} są liczbami rzeczywistymi lub zespolonymi, a {\displaystyle c=(c_{1},\dots ,c_{n})} oraz {\displaystyle z=(z_{1},\dots ,z_{n})} są punktami {\displaystyle n}-wymiarowej rzeczywistej lub zespolonej przestrzeni euklidesowej.